# Herbord Sigismund Ludwig von Bar

Ludwig von Bar

Herbord Sigismund Ludwig von Bar (* 1. November 1765 auf Burg Barenaue; † 20. Dezember 1844 in Osnabrück) war ein deutscher Jurist, Politiker und Beamter. Er diente in verschiedenen Funktionen im Kurfürstentum Braunschweig-Lüneburg, im Königreich Westphalen und im Königreich Hannover.

## Leben

### Ancien Régime
Ludwig von Bar war Enkel des Erblanddrost und Schriftstellers Georg Ludwig von Bar. Er war Herr der Besitzung Barenaue und ebenfalls Erblanddrost des Fürstentums Osnabrück.
Bar studierte Rechtswissenschaften in Göttingen unter anderem bei Johann Stephan Pütter. Ab 1785 war er im Justizdienst des Königreichs Hannover tätig. Als Rat bei der Justizkanzlei in Osnabrück kam er in engen Kontakt mit Justus Möser. Bar hat später auch einen Teil von Mösers Nachlass erhalten.

### Königreich Westphalen
Im Jahr 1807 wurde er für das osnabrückische Landeskollegium Mitglied der Ständedeputation des Königreichs Westphalen. Diese reiste zur Beratung einer Verfassung für das Königreich Westphalen nach Frankreich. Ein Jahr später war Bar Präsident des erstinstanzlichen Tribunals in Osnabrück. Außerdem war er besonderer Liquidator der öffentlichen Schuld des ehemaligen Fürstentums Osnabrück. Zwischen 1808 und 1811 war er Mitglied des Wahlkollegiums für das Departement der Weser. Er war außerdem Mitglied der Reichsstände des Königreichs Westphalen.
Von 1808 bis 1813 war Bar Mitglied in der Innen- und Justizsektion des Staatsrates (Ernennung zum Staatsrat am 25. Oktober 1808) des Königreich Westphalens in Kassel sowie Kanzleirat und Konsistorialdirektor in Osnabrück. Der Staat ehrte ihn mit hohen Auszeichnungen. 1810 wurde er Ritter des Ordens der Westphälischen Krone, ein Jahr später dessen Kommandeur.

#### Beamter und Abgeordneter

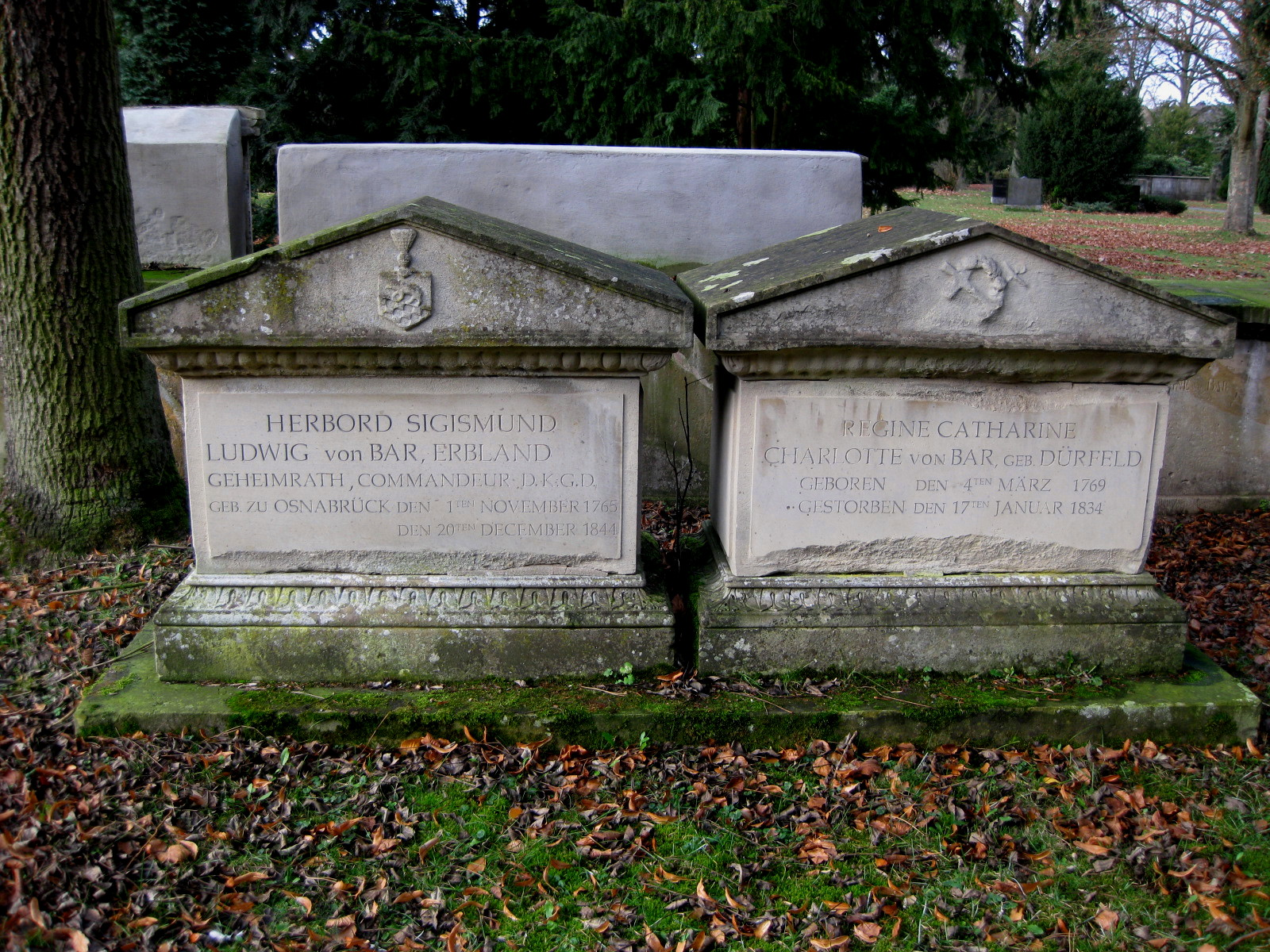
Grabstätte des Ehepaars von Bar auf dem Johannisfriedhof in Osnabrück

Nach dem Ende des Königreichs Westphalen war Bar von 1814 bis 1819 Mitglied der provisorischen allgemeinen Ständeversammlung für das Königreich Hannover als Deputierter der Ritterschaft des Fürstentums Osnabrück. Er amtierte 1814/15 zunächst als Generalsyndikus und von 1815 bis 1819 als Präsident der Versammlung. Zeitweise (ab 1816) war er Präsident der königlichen Provinzialverwaltung in Osnabrück. Mit der Errichtung der Landdrosteien wurde er 1823 Landdrost desselben Bezirks. Im Jahr 1835 wurde er zum wirklichen Geheimen Rat ernannt. Im selben Jahr wurde er wegen seiner Verdienste um die Fürsorge für das Wohl der Stadt Osnabrück und ihrer öffentlichen Anstalten zum Ehrenbürger der Stadt Osnabrück.
Ludwig von Bar starb 1844 in Osnabrück. Sein Grab und das seiner Frau Catharine Charlotte, geborene Dürfeld (1769–1834), befindet sich auf dem Johannisfriedhof.